# عنایت‌الله رضا
عنایت‌الله رضا (۲۸ خرداد ۱۲۹۹ در رشت – ۲۰ تیر ۱۳۸۹ در تهران) فلسفه‌دان، نویسنده و مترجم و محقق تاریخ و جغرافیای تاریخی ایرانی بود. او برادر فضل‌الله رضا بود. وی در سال ۱۳۸۹ در سن ۹۰ سالگی درگذشت.

## زندگی
عنایت‌الله رضا در ۲۸ خرداد ۱۲۹۹ در رشت در خانواده‌ای روحانی که از دیرباز در گیلان صاحب نفوذ بودند، متولد گردید. نام خانوادگی او منسوب به حاجی آقا رضاست که از مجتهدان گیلان بوده‌است. اجداد او، پدر و پدربزرگ همه از مراجع گیلان بودند. تولدش در زمانی بود که روس‌ها قیام جنگل را تحت فشار قرار داده بودند و میرزا کوچک‌خان به کوهستان پناهنده شده بود. خانواده او که از میرزا حمایت می‌کرد، ناچار شدند به دلیل ورود نیروهای بلشویک شوروی به گیلان آنجا را ترک کنند. او کودکی چهل روزه بود که خانواده اش به تهران نقل مکان کردند. آنها مدتی در تهران اقامت داشتند و بعد از پایان ماجرا به رشت برگشتند.
چند سال بعد، زمانی که او ۵–۶ ساله بود، خانواده اش مجدداً به تهران آمدند. او تحصیلات ابتدایی را گرچه از رشت شروع کرد ولی بلافاصله از کلاس دوم دبستان به تهران آمد و در مدرسه ادب در سرچشمه تحصیل کرد. از کلاس چهارم ابتدایی دوباره به رشت برگشت. دوره ابتدایی و دوره اول متوسطه را هم در رشت تمام کرد. بعد از سال ۱۳۱۵ بود که به تهران آمد و در مدرسه دارالفنون به تحصیل پرداخت. بعد به نظام، به دانشکده افسری، رفت و در آنجا افسر شد. از آنجا که در سال ۱۳۱۸ رشته هوایی در دانشکده افسری به‌طور مستقل وجود نداشت، دانشجویانی که افسر می‌شدند اعلام می‌کردند که می‌خواهند به رشته دریایی یا هوایی بروند. او به رشته هوایی رفت و از آن زمان در نیروی هوایی خدمت کرد و افسر خلبان نیروی هوایی بود و بعد دانشکده دیده‌بانی نیروی هوایی را تمام کرد.
تحصیلات ابتدایی و متوسطه عنایت الله رضا در شهرهای رشت و تهران سپری شد و او در سال ۱۳۱۶ خورشیدی دیپلم متوسطه خود را در رشته ادبیات از دبیرستان دارالفنون اخذ کرد و سپس در همان سال در دانشکده افسری ثبت نام کرد و در سال ۱۳۱۸ به جرگه افسران ارتش ایران پیوست. پس از پایان رساندن دانشکده افسری در نیروی هوایی ارتش پذیرفته شد و در آنجا دوره خلبانی هواپیماهای جنگی را گذراند.

### عضویت در حزب توده
عنایت الله رضا پس از شهریور ۱۳۲۰، در آن ایام پر التهاب و پر تب و تاب سیاسی و اجتماعی ایران، به گفته خودش «مشکلات کشور سبب شد که به حزب توده رو بیاورد». در همین ارتباط در سال ۱۳۲۴ بازداشت و سپس به کرمان تبعید و زندانی شد. در اوایل سال ۱۳۲۵ پس از آزادی از زندان به دستور کمیته مرکزی حزب، عازم آذربایجان شده و در اردیبهشت ۱۳۲۵ در آنجا به عنوان معاون نیروی هوایی حکومت دموکرات آذربایجان مشغول شد. تا اینکه شب ۲۱ آذر ۱۳۲۵ دستور داده شد که به خارج بروند. در نتیجه تبریز را ترک کردند و به همراه افراد خانواده ـ همسر و دو فرزندش ـ به شوروی رفتند.
از آن پس به سبب بروز اختلاف با سران فرقه دموکرات آذربایجان در مورد تأسیس فرقه در ایران و اعلام رسمی ایشان در کنفرانس باکو مبنی بر انجام این امر به مثابه یک خیانت، از سوی سران دستگاه حاکمه جمهوری شوروی آذربایجان (اران قفقاز) از جمله رئیس‌جمهوری وقت و همچنین دبیر اول کمیته مرکزی حزب کمونیست آذربایجان به اتفاق چند نفر دیگر از فرقه دموکرات اخراج و از کار نیز برکنار شد. در نتیجه مجبور به عزیمت از شوروی به کشور چین شد. در آنجا به اتفاق چند تن دیگر بخش فارسی رادیو پکن را تأسیس نمود. بعد از دو سال با توجه به برخی تعبیرات در شوروی و برکناری سران جمهوری شوروی آذربایجان، به سبب دشواری تحصیل فرزندانشان در چین و آشنایی آن‌ها به زبان روسی، دعوت بازگشت به شوروی را پذیرفته و در اواخر ۱۹۵۹ به مسکو بازگشت و در بخش فارسی رادیو مسکو تا سال ۱۹۶۷ به فعالیت ادامه داد.
دوران تبعید ناخواسته وی حدود ۲۰ سال به طول انجامید. او در این دوره تبعید، نخست پس از چهار سال تحصیل در دانشکده حزب کمونیست شهر باکو موفق به اخذ مدرک لیسانس شد و پس از آن در سال ۱۳۳۵ در آزمون دکترای رشته فلسفه دانشگاه دولتی از رسالهٔ خود «اندیشه‌های کسروی» به راهنمایی پروفسور ماکاولسکی از استادان بزرگ فلسفه در اتحاد جماهیر شوروی با درجه عالی دفاع کرد.

### بازگشت به ایران و فعالیت‌های علمی
عنایت‌الله رضا سرانجام در سال ۱۳۴۷ به ایران بازگشت و در کتابخانه ملی پهلوی که در آن زمان یکی از مراکز ایران‌شناسی بود به کار مشغول شد و سپس برای تدریس در مراکز دانشگاهی به همکاری دعوت شد. پس از ورود به ایران، ابتدا به سمت متصدی کتاب‌های روسی در کتابخانه پهلوی سابق (بخش کنگره جهانی ایرانشناسی) و بعد به عنوان معاون علمی و پژوهشی آن کتابخانه مشغول شد. پس از انقلاب اسلامی ایران نیز مسئولیت کتابخانه به او واگذار شد اما به سبب بیماری و عزیمت شش‌ماهه به خارج از ایران به منظور معالجه ادامه کار میسر نگردید. وی از سال ۱۳۶۵ در مرکز دائرةالمعارف بزرگ اسلامی به عنوان مدیر بخش جغرافیا و عضو شورای عالی علمی فعالیت می‌کرد.
عنایت‌الله رضا در ۲۰ تیر ۱۳۸۹ در ۹۰ سالگی از دنیا رفت.

## آثار

### ترجمه‌ها
- اورارتو
- تمدن ایران ساسانی، نوشته لوکونین، تهران ۱۳۵۰
- طبقه جدید تحلیلی از تحول جامعه کمونیست، نوشته میلوان جیلاس
- اسرار مرگ استالین، نوشته آوتور خانوف
- به زمامداران شوروی، نوشته سولژنیتسین
- منابع کمونیسم روسی و مفهوم آن، نوشته نیکلای الکساندرویچ بردیایف، تهران ۱۳۶۰
- نیکیتا خروشچف سال‌های حاکمیت به ضمیمه متن کامل گزارش خروشچف در جلسه سری کنگره *بدیستم شوروی ۱۳۶۲
- گفتگو با استالین، نوشته میلوان جیلاس
- سیزده روزی که کرملین را لرزاند (انقلاب مجارستان)، نوشته تیبور مرای
- خاطرات بوریس باژانف رئیس دبیرخانه دفتر سیاسی حزب کمونیست اتحاد شوروی
- تاریخ سری جنایت‌های استالین، نوشته الکساندر آرلوف
- شهرهای ایران در دوران پارتیان و ساسانیان نوشته پیگولوسکایا
- اعراب حدود مرزهای روم شرقی و ایران در سده‌های ۴–۶ میلادی، نوشته پیگولوسکایا

### تالیفات
- آذربایجان و اران (آلبانیای قفقاز)، تهران: وزارت امور خارجه، ۱۳۶۰ تجدید چاپ انتشارات دکتر محمود افشار ۱۳۹۹
- اران از دوران باستان تا آغاز عهد مغول، تهران ۱۳۸۰
- کمونیسم و دموکراسی، تهران ۱۳۵۳
- مارکسیسم و ماجرای بیگانگی انسان، تهران
- ایران و ترکان در روزگار ساسانیان، تهران ۱۳۶۵ ش
- کمونیسم اروپایی

## افتخارات
- کتاب‌های شهرهای ایران در روزگار پارتیان و ساسانیان و اعراب حدود مرزهای روم شرقی و ایران در سده‌های چهارم – ششم میلادی ترجمه عنایت الله رضا به ترتیب در دوره‌های هفتم و دوازدهم کتاب سال جمهوری اسلامی ایران از طرف وزارت فرهنگ و ارشاد اسلامی به عنوان کتاب سال برگزیده شدند.[۵]
- ۱۲۰ مقاله در دائرةالمعارف بزرگ اسلامی
- ۶۰ مقاله در مجلات و نشریات خارج از مرکز دائرةالمعارف
- ۱۰ مقاله ترجمه شده در مجلات و نشریات مختلف.